# Was kommt danach …?
Was kommt danach…? (Originaltitel: I’ll Never Forget What’s ’Isname) ist ein britisches Filmdrama aus dem Jahr 1967 von Michael Winner. Das Drehbuch stammt von Peter Draper. In den Hauptrollen sind Orson Welles, Oliver Reed und Carol White zu sehen. Der Film kam am 18. Dezember 1967 in London ins Kino. In der Bundesrepublik Deutschland hatte er seine Premiere am 11. April 1968.

## Handlung
Während er mit einem Beil das Mobiliar seines Büros zertrümmert, gibt Andrew Quint, bisher erfolgreicher Werbefilmregisseur, kund, dass er sein Leben ändern wolle. Dieses bisherige Leben bestand aus Frau und Kind, von denen er getrennt lebt, aus Erfolg und Sportwagen, aus den Darstellerinnen und Mannequins seiner Werbefilmchen, die er rundum zu seinen Geliebten machte, aus einer zu großen Abhängigkeit von seinem Boss Jonathan Lute, aus dessen Umklammerung er sich lösen will. Quint will nun zur Redaktion der Zeitschrift zurückkehren, die er früher mit aufzubauen geholfen hatte. Dort lernt er Georgina Elben kennen, mit der er sich mehr als zu verstehen scheint. Aber der Zeitschrift geht es finanziell schlecht. Jonathan Lute nützt dies aus, um sie aufzukaufen, um auf diese Weise Quint in das alte Abhängigkeitsverhältnis zurück zu zwingen.
Quint dreht einen letzten Werbefilm. Was hilft es, wenn er im Grunde die Werbebranche bloßstellen, ihr einen rachsüchtigen Schlag versetzen will? Der Film wird gut und bald sogar mit einem Preis gekrönt. Doch die Trophäe wirft Quint ins Wasser; mit dem alten Treiben, mit dem Hochmut ist es aus. Auch das Verhältnis zu Jonathan Lute zerbricht endgültig daran. Georgina kommt bei einem Unfall ums Leben. Das Ende des Films zeigt Quint wieder bei seiner Frau.

## Kritiken
Der Evangelische Film-Beobachter hat keine besonders gute Meinung von dem Werk: „Ein erfolgreicher englischer Werbefilmregisseur will sein Leben ändern. Was bisher war, zeigt der Streifen auf ziemlich klischeehafte Weise, die Frage, was danach kommt, stellt der Titel, der Film beantwortet sie nicht. Bis auf eine inhaltlich wie szenisch gewichtige und eindrucksvolle Sequenz – ein Werbefilm – ein eher verworrenes Konzept.“ Das Lexikon des internationalen Films hingegen gelangt zu einer ganz anderen Einschätzung: „Rasant inszeniertes Actionabenteuer, das aus dem Kontrast zwischen fröhlichem Anarchismus und den Zwängen einer von Geld und Sex regierten Geschäftswelt komödiantische Funken schlägt.“ Die staatliche Filmbewertungsstelle Wiesbaden erteilte dem Werk das Prädikat «Wertvoll».